# Frans Geurtsen
Frans Geurtsen (Utrecht, 1942. március 17. – Alkmaar, 2015. december 12.) válogatott holland labdarúgó, csatár.

## Pályafutása

### Klubcsapatban
1960 és 1963 között a Velox, 1963 és 1971 között a DWS labdarúgója volt. A DWS csapatával egy bajnoki címet szerzett. Az 1963–64-es és az 1964–65-ös idényben bajnoki gólkirály lett.

### A válogatottban
1964-ben egy alkalommal szerepelt a holland válogatottban és egy gólt szerzett.

## Sikerei, díjai
DWS
- Holland bajnokság
  - bajnok: 1963–64
  - gólkirály (2): 1963–64, 1964–65

## Statisztika

### Mérkőzése a holland válogatottban
| Hollandia | Hollandia         | Hollandia                   | Hollandia | Hollandia | Hollandia | Hollandia    | Hollandia | Hollandia |
| #         | Dátum             | Helyszín                    | Hazai     | Eredmény  | Vendég    | Kiírás       | Gólok     | Esemény   |
| --------- | ----------------- | --------------------------- | --------- | --------- | --------- | ------------ | --------- | --------- |
| 1.        | 1964. október 25. | Tirana, Qemal Stafa Stadion | Albánia   | 0 – 2     | Hollandia | vb-selejtező | 1         | 87'       |
|           | Összesen          |                             |           | 1         | mérkőzés  |              | 1         | gól       |